# 片桐貞隆
片桐 貞隆（かたぎり さだたか）は、戦国時代から江戸時代前期にかけての武将、大名。大和国小泉藩の初代藩主。官位は従五位下、主膳正。片桐且元は実兄に当たる。

## 略歴
永禄3年（1560年）、近江国にて片桐直貞の次男として生まれる。
天正8年（1580年）、21歳のときに豊臣秀吉に仕え、播磨国揖東郡に150石の采地を与えられた。
天正13年（1585年）3月26日には山城国枇杷庄に4千石を与えられ、同年に従五位下・主膳正に叙任された。
その後、天正18年（1590年）の小田原征伐や天正20年（1592年）の文禄の役に従軍し、慶長の初め頃には播磨国揖東郡に1万石を知行していた。
慶長5年（1600年）の関ヶ原の戦いでは西軍に属して大津城の戦いに参加したが、所領は安堵された。
慶長19年（1614年）6月、大野治長とともに徳川家康の口添えで5千石を秀頼より加増され、その礼として治長と駿府にいる大御所家康、次いで江戸の将軍徳川秀忠を訪ねる。しかし、大坂に戻ってくるなり方広寺鐘銘問題が噴出し、これを契機に家康との内通を疑われるようになり、兄とともに豊臣家の下を去って家康に仕えるようになり、大坂夏の陣の後、1615年、大和国小泉に1万6千石を知行した。
寛永4年（1627年）10月1日、死去。享年68。